# Бінбаш-Коба
Печера «Тисячоголова», Бінбаш-Коба (з кримсько-татарського «печера тисячі голів») — печера на Чатирдагській яйлі Головного пасма Кримських гір. Протяжність — 110 метрів, глибина — 23 метри. У печері кілька галерей і залів із сталактитами, сталагмітами й настінними натічними утвореннями. Довжина найбільшого залу близько 24 м, ширина 10 м. У 1947 печеру оголошено заповідною.